# Daniel Sarrabat
Daniel Sarrabat, né à Paris, et baptisé à Charenton le 10 octobre 1666 et mort à Lyon le 21 juin 1748, est un peintre français.

## Biographie
Daniel Sarrabat est issu d'une famille d'artistes et de savants. Fils de Charles Sarrabat, maître horloger, et de Suzanne Thuret, il est le père du physicien et mathématicien jésuite Nicolas Sarrabat et le frère du graveur Isaac Sarrabat. Formé à Paris comme peintre d'Histoire, il devient professeur et part en 1688 en Italie avec une bourse d'études attribuée par Louis XIV sur la recommandation de Louvois. Deuxième lauréat du prix de Rome en peinture de 1688, il passe cinq ans à l’Académie de France à Rome. Il y exécute de nombreuses copies de Raphaël. À la fin de son séjour il obtient le premier prix de Rome pour son œuvre Noé et sa famille sortant de l'Arche. 
Le jugement cruel du peintre Pierre Mignard sur l'un de ses « tableaux d'invention » en 1693 le détermine à quitter le milieu de l'Académie romain. Dans sa lettre, destinée à Colbert, Mignard rend compte, le 12 décembre 1693, de l'examen d'un tableau envoyé par Daniel Sarabat, représentant le changement d'Io en vache. « Celuy qu'il a fait ne colore pas mal; le desseing en est fort débille; la situation du lieu, qui est propement le font de son tableau, est pressé. Il ne comprend rien de l'espasse. Pour estre dans le peis où l'on voit des palmiés, il en a fait un qui semble un panache que l'on met sur la teste d'un mulet. Il faut sur tout qui ne s'acoutume pas affaire cest drasperies de practique, voir le naturel et mesme, si ce peut, varié les estoffes, prendre bien garde au testes. Il y a qattre femmes dans son tableau; une est veue par derire (derrière) et trois de profils.
C'est les endrois qui faut varié. La décoration ni est pas obeservée. L'on ne met jamais un fleuve empied que qand il cour après Arétusze. Le chois de sont subjet est obesqure. Qui s'acoustume à fini davantage. Ils onts de si beaux tableaux qui n'i a qu'à suivre et imité. Qui voye une fois la semainne le tableau de la Sainte Cécille d'après Rafaël ou celuy de Saint Pietro in Montorio. L'on voy qui n'a dans son esperit que les peintres du temps qui sont à Rome, ce qui fait cognoistre qui néglige les ensiens. » 
Pierre Mignard indique à Colbert qu'il devra écrire sur cet élève à M. de la Teulière (directeur de l'Académie de France depuis 1687). 
Daniel Sarrabat s'installe à Lyon, à son retour de Rome, fin 1694 ou début 1695. Selon Rondot, citant F. Artaud, « Sarrabat, peintre d'histoire, revenant de Rome, s'arrêta à Lyon pour le même motif que Vander Kable [Adrien Van der Kabel], pour boire. Il fit le portrait de M. Jousserand [sans doute Josserand] pressant une grappe de raisin dans un verre ; il avait mis au bas : Le jus sa rend. Ce portrait était fort beau. Il était à la place des Jacobins. »
La mort de Thomas Blanchet en 1689 et le départ de Lyon de Louis Cretey favorise Daniel Sarrabat, qui se sédentarise à Lyon. Il s'y marie le 30 juin 1695 avec Jeanne Marie de Hainaut, fille du peintre Antoine de Hainaut (ou Hénaut), après avoir abjuré le calvinisme.
Maître et député des peintres lyonnais en 1697, 1705 et 1721, il est reçu à l'Académie royale de peinture et de sculpture le 31 mars 1703. 
Daniel Sarrabat puise ses sujets dans l'Histoire, la Mythologie et la Bible. 
Pendant cinquante ans il ne cesse de peindre et compte de prestigieux élèves, tels Philippe de la Salle, l'un des plus grands dessinateurs de la soierie lyonnaise ou Jean Pillement, un des grands représentants du mouvement rococo à travers l’Europe, et dont "Sarrabat se servoit pour les ornements". 
Travailleur infatigable, "et bien plus ami de son art que de l'argent", Daniel Sarrabat est mort à la Charité de Lyon le 21 juin 1748 : « Sieur Daniel de Sarrabat, âgé de 82 ans, natif de Paris, peintre, a été receu au nombre des pensionnaires de l'Hôtel-Dieu en décembre 1746 et y est décédé le 21 juin 1748. (Signé :) J. C. Prin, prêtre.» 
De son mariage avec Jeanne Marie de Haynaut, il eut 9 enfants, dont Nicolas Sarrabat (1698-1737), jésuite astronome et mathématicien.

## Famille
- Jean Sarrabat, maître horloger de Tours, de religion réformée, marié à Marie Martinet en 1608-1609, mort avant le mariage de sa fille Catherine.
  - Catherine Sarrabat, née en 1610, mariée à Abraham Bosse en 1632, morte le 4 septembre 1668.
  - Daniel Ier Sarrabat (1612-26 septembre 1669), graveur sur pierre et sur métaux, il s'installe à Paris, resté célibataire.
  - Charles Sarrabat, né à une date inconnue, maître horloger, il s'installe à Paris, marié en janvier 1647 avec Suzanne Thuret, fille de Jean Thuret, marchand à Senlis, dont il a eu six enfants baptisés au temple de Charenton :
    - Jean Sarrabat, né le 15 mai 1649.
    - Suzanne Sarrabat, née le 17 juin 1650.
    - Charlotte Sarrabat, née le 13 juin 1655.
    - Charles Sarrabat, né le 26 août 1663
    - Daniel II Sarrabat, baptisé le 10 octobre 1666, il est allé s'établir à Lyon où il s'est marié, a eu un enfant et y est mort le 21 juin 1748 :
      - Nicolas Sarrabat (1698-1739). Il est entré dans l'ordre des Jésuites et s'est consacré au professorat. Professeur de mathématiques à Marseille, puis à Paris où il est mort.

    - Isaac Sarrabat, né en 1667. Il a appris la gravure à la manière noire. Il a abjuré à l'église Saint-Sulpice et est devenu catholique en mai 1684. Mort à une date inconnue après 1701[5]

## Œuvres
- Premier prix de Rome pour son œuvre Noé et sa famille sortant de l'Arche.
- Académie de France à Rome. 1692 : Changement d'Io en vache
- Lyon. Portrait de M. Jousserand [sans doute Josserand] pressant une grappe de raisin dans un verre
- D'après un article rédigé sur Daniel Sarrabat en 1827[6], les deux premières commandes lyonnaises du peintre ont été faites pour l'ancienne chapelle des Pénitents de la miséricorde : deux grands tableaux représentant l'un la Délivrance de Saint Pierre, et l'autre, celle du prophète Daniel.

D'après la même source, on doit également à Daniel Sarrabat à Lyon : 
- Différents tableaux inclus dans les lambris de l'ancienne chapelle des congréganistes de St-Joseph,
- Les peintures à fresque qui décoraient le réfectoire des Récollets, construit en 1706, ainsi qu'un grand tableau représentant la multiplication des pains, qui remplissait le fond de ce réfectoire.
- Un Moïse ordonnant aux Israélites de fondre le veau d'or, dans la chapelle de St-Eloy, appartenant à la communauté des tireurs d'or, dans l'ancienne église des Jacobins.
- Une  Purification de la Vierge et une Circoncision[7] dans l'ancienne chapelle des pénitents du Confalon, ainsi que les dessins de l'Assomption, un groupe en marbre sculpté par Michel Perrache, et des grisailles, placées au-dessous du groupe, représentant les Apôtres autour du tombeau de la Vierge.
- Une Résurrection dans l'église des Carmes déchaussés
- Vers 1700, Emmanuel Théodose de la Tour d'Auvergne, cardinal de Bouillon, en exil à Lyon dans sa maison de la Claire, envisage de quitter Lyon pour se rendre à Rome. Il propose à Daniel Sarrabat de l'accompagner, mais ce dernier refuse. Mais afin de montrer au cardinal de Bouillon sa bonne volonté, il se rend avec lui à Cluny, où il exécute un immense tableau représentant l'ouverture de la porte sainte, et dans lequel Sarrabat donne au cardinal les traits du pape Innocent XII, alors malade.

Daniel Sarrabat s'est également distingué dans la décoration intérieure de différentes maisons : 
- L'hôtel de du président de la Tourette, rue Boissac, dans le vestibule duquel il peignit, en grisaille, trois dessus de porte représentant Persée venant de couper la tête à Méduse et la naissance du cheval Pégase. Sur le plafond du vestibule,  peinte à l'huile, une vaste composition représente la Justice avec tous ses attributs ; elle est assise sur un nuage et tient une balance à la main ; à ses côtés sont la Vérité, la Prudence et la Sagesse ; au-dessous d'elle est la Vengeance, le glaive au poing, renversant différents monstres armés de poignards et de torches incendiaires. Cette composition, qui présente environ une quinzaine de figures, était encore visible en 1827. L'hôtel était également orné de plusieurs tableaux de chevalet de la main de Sarrabat.
- Le vestibule de la maison de Melchior Philibert à Charly (Rhône).
- La maison Antony, dans la commune d'Albigny sur Saône (actuelle "Maison de l'Accueil"), autrefois propriété de la famille de Sève. Ce domaine, qui s'étendait sur trois hectares jusqu'en bordure de Saône, fût d'abord la propriété de Jean de Sève, prévôt des marchands de Lyon, puis de Thomas de Boze, trésorier de France, qui commanda vers 1710 les fresques du salon d'apparat à Daniel Sarrabat. Dans la salle à manger, Sarrabat a peint des grisailles, représentant les quatre saisons, et dans la chapelle à l'extrémité du jardin, un plafond où est représentée L'Ascension de notre Seigneur. Dans le salon, six fresques représentant  l'histoire d'Esther : Assuérus venant de répudier la reine Vasthi, et s'occupant de choisir une épouse parmi les plus belles personnes de son empire. La jeune Esther présentée à Assuérus, et recevant la couronne des mains de ce prince. La reine Esther venant demander à son époux de rapporter l'affreux édit rendu contre les Juifs, sur la proposition du cruel Aman. Assuérus demandant à Aman ce qu'il convient de faire pour traiter avec distinction un homme que le roi désire combler d'honneurs. Le juif Mardochée monté sur un superbe coursier que l'orgueilleux Aman est obligé de conduire par la bride. Le supplice d'Aman.
- L'hôtel de Sénozan (actuel hôtel de l'Europe), place Bellecour, entre 1718 et 1720[8]. Daniel Sarrabat peint pour François Olivier de Senozan le plafond du premier cabinet, représentant le Triomphe d’Hercule accueilli dans l’Olympe, et six tableaux sur toile retraçant les principaux épisodes de vie du dieu. Dans le "cabinet de Minerve", deux œuvres sur toile : La naissance de Minerve et Minerve et Vulcain. Le plafond réunit trois scènes : Minerve reçue par les Muses, La toilette de Minerve, et Le combat de Minerve contre les Titans. L’ensemble des huit œuvres sur toile (les six du cycle d'Hercule, et les deux du cycle de Minerve) n’est pas toujours resté à l’Hôtel de l’Europe qui n’a gardé longtemps qu’une seule de ces œuvres, Hercule apportant à Eurysthée la ceinture de la reine des Amazones. Parmi les sept autres, déplacées et conservées au château de Pizay à Saint-Jean d’Ardières (69) au cœur du Beaujolais, les cinq du cycle d’Hercule (Naissance d’Hercule, Éducation d’Hercule, Hercule offrant ses armes à Mercure, Enlèvement de Déjanire par le centaure Nessus) ont été remises à l’Hôtel de l’Europe lors de la campagne de restauration de 1995. Les deux de Minerve seraient toujours au Pizay[9].
- Au premier étage d'une maison située rue St-Dominique à Lyon, un plafond peint à l'huile représentant le lever du soleil, sous la figure d'Apollon.
- La galerie du château de la Duchère. Endommagée pendant le siège de Lyon en 1793 et l'arrivée des troupes autrichiennes, en 1814, cette galerie a été détruite dans les années 1815-1825.

## Collections publiques
- Saint Nicolas dote les trois jeunes filles pauvres, huile sur toile, musée de Grenoble
- Hercule reçu dans l’Olympe, Darmstadt, Hessisches Landemuseum, Graphische Sammlung, dessin à la sanguine, ancienne collection de Pierre-Jean Mariette
- Six tableaux dédiés à Marie-Madeleine conservés dans l'église de Thoissey : Marie-Madeleine chez le Pharisien (1706), Marie-Madeleine aux pieds de Jésus (1706), Marie-Madeleine parlant à Jésus (1706), Le Repas chez Simon le lépreux (1713), La Résurrection de Lazare (1713), Les Saintes Femmes au Sépulcre (1713)

- Noé rendant grâce à dieu d'avoir échappé au déluge (1688), musée des Beaux-Arts de Lyon
- Chapelle de l'Hôtel-Dieu de Lyon
- Église de Sainte-Foy-lès-Lyon
- Musée municipal de Bourg-en-Bresse
- Le Sacrifice d'Iphigénie, musée de Vendôme

- Décors muraux
  - Hôtel de l'Europe à Lyon (Liste des monuments historiques du Rhône)
  - Maison Melchior Philibert à Charly
  - Maison de l'Accueil à Albigny-sur-Saône